# Variabel karsttimalia
Variabel karsttimalia (Gypsophila crispifrons) är en fågel i familjen marktimalior inom ordningen tättingar.

## Utseende och läte
Variabel karsttimalia är en stor och knubbig timalia med rätt sjavig fjäderdräkt. Den är grå och brun med kraftiga streck på huvud, rygg och strupe. En udda vit form har varierande mängd vitt på huvud och bröst. Arten är lik kortstjärtad smygtimalia, men är större med längre stjärt och saknar de för den arten karakteristiska vita skulderfläckarna.Sången är en ljudlig och rätt hes serie visslande toner med vissa upprepade fraser, ibland avgivna av par i duett. Även hårda "grrr" kan höras.

## Utbredning och systematik
Variabel karsttimalia förekommer i kalkstensberg i Sydostasien, i sydöstra Burma och västra Thailand. Tidigare inkluderade den även arterna rödbrun karsttimalia och grå karsttimalia, då med det svenska trivialnamnet klippsmygtimalia. Dessa urskiljs dock allt oftare som egna arter.

### Släktestillhörighet
Arten placeras traditionellt i släktet Napothera, men genetiska studier visar att den tillsammans med bergsmygtimalia och kortstjärtad smygtimalia står nära tre arter i Malacocincla. Flera taxonomiska auktoriteter flyttade därför båda grupperna till släktet Turdinus som antogs vara närbesläktat, även om inga av dess arter testats genetiskt. Senare studier har dock visat att de endast är avlägset släkt, varvid variabel karsttimalia med släktingar förts till Gypsophila.

## Levnadssätt
Variabel karsttimalia hittas i skogstäckta karstberg. Den födosöker nära marken, ofta i och kring klippskrevor. 

## Status
Arten har ett stort utbredningsområde och beståndet anses vara stabilt. Internationella naturvårdsunionen IUCN listar den därför som livskraftig (LC).